# 서울특별시119특수구조단

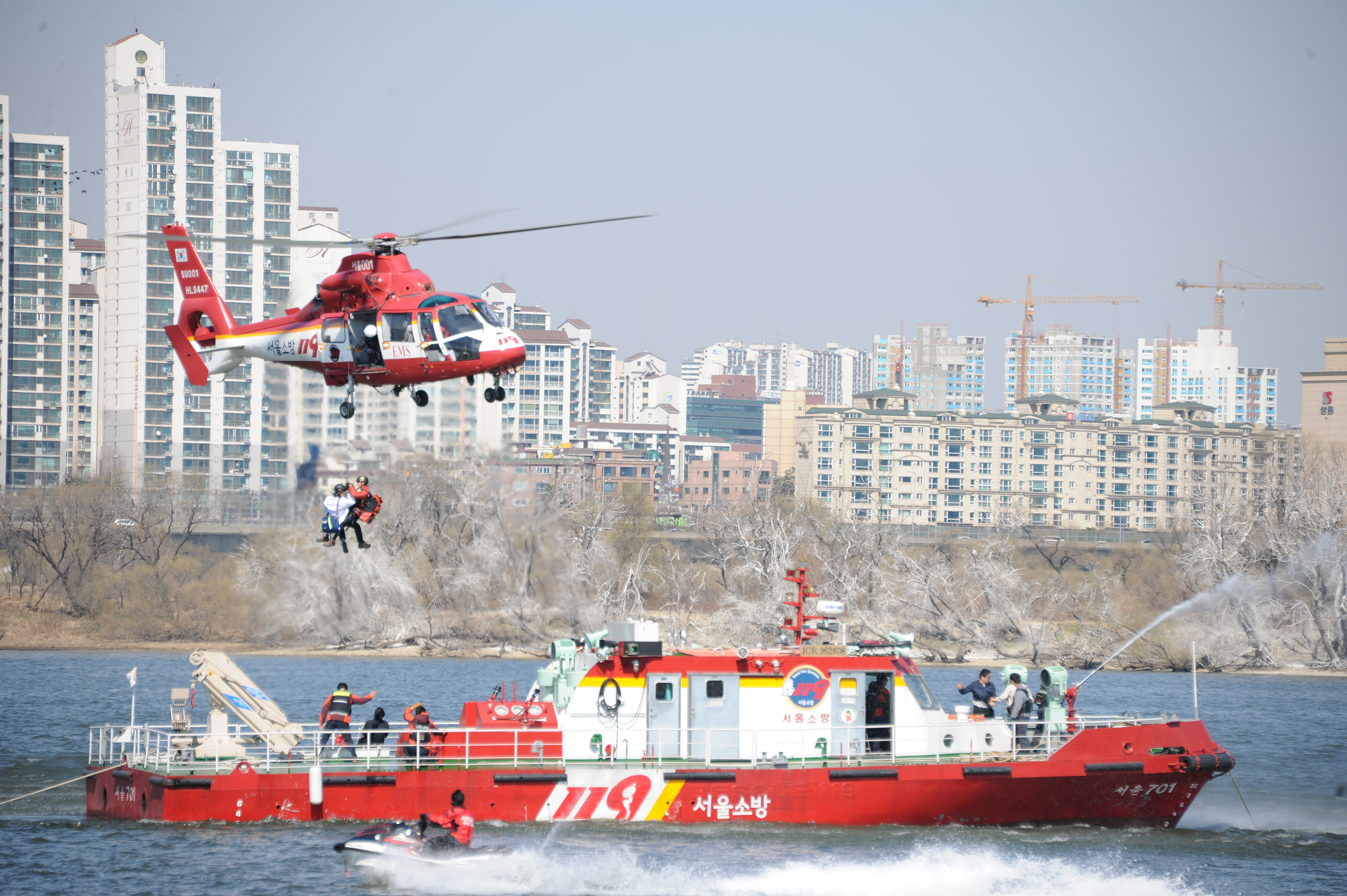
119특수구조단 한강 복잡 재난 훈련

서울특별시119특수구조단(서울特別市119特殊救助團, Seoul 119 Special Rescue Service)는 특수재난현장의 구조·구난 활동을 분장하는 서울특별시청의 직속기관이다. 단장은 소방정으로 보한다.

## 설치 근거 및 소관 사무

### 설치 근거
- 「서울특별시 행정기구 설치조례」 제47조제1항[2]

### 소관 사무
- 화학사고 등 특수재난 및 대형 재난사고의 구조·구난 활동
- 헬기를 이용한 화재진압, 인명구조 및 응급환자 이송
- 수난 인명구조 등 수난사고 대응
- 산악사고에 대한 인명구조 활동

## 연혁
- 1980년: 소방항공대 설치.[3]
- 1996년 7월: 소방본부에 119특수구조대 설치.[4] 소방항공대를 하부조직으로 편입.
- 1998년 8월 12일: 소방방재본부 하부조직으로 변경.[5]
- 2008년 1월 1일: 소방재난본부 하부조직으로 변경.[6]
- 2012년 9월 28일: 119특수구조단으로 개편.[7]
- 2015년 1월 1일: 서울특별시청 직속기관으로 승격.[8]

## 조직

### 단장
- 행정지원과[9]
- 특수구조대[9]
- 소방항공대[9]
- 수난구조대[9]
- 산악구조대[9]

### 구조대의 명칭·위치 및 관할구역
| 명칭             | 사진 | 주소                  | 관할구역                          |
| ---------------- | ---- | --------------------- | --------------------------------- |
| 특수구조대       |      | 도봉구 도봉로 666     | 서울특별시 전역                   |
| 소방항공대       |      | 강서구 하늘길 84      | 서울특별시 전역                   |
| 뚝섬수난구조대   |      | 광진구 강변북로 26    | 한남대교 중심선 ~ 강동구 강일동   |
| 반포수난구조대   |      | 동작구 동작대로 335-1 | 한강철교 중심선 ~ 한남대교 중심선 |
| 여의도수난구조대 |      | 영등포구 여의서로 94  | 강서구 개화동 ~ 한강철교 중심선   |
| 도봉산산악구조대 |      | 도봉구 도봉산길 86-2  | 도봉산 및 주변 산 일대            |
| 북한산산악구조대 |      | 은평구 진관길 46      | 북한산 및 주변 산 일대            |
| 관악산산악구조대 |      | 관악구 신림로 15-252  | 관악산 및 주변 산 일대            |

## 항공장비

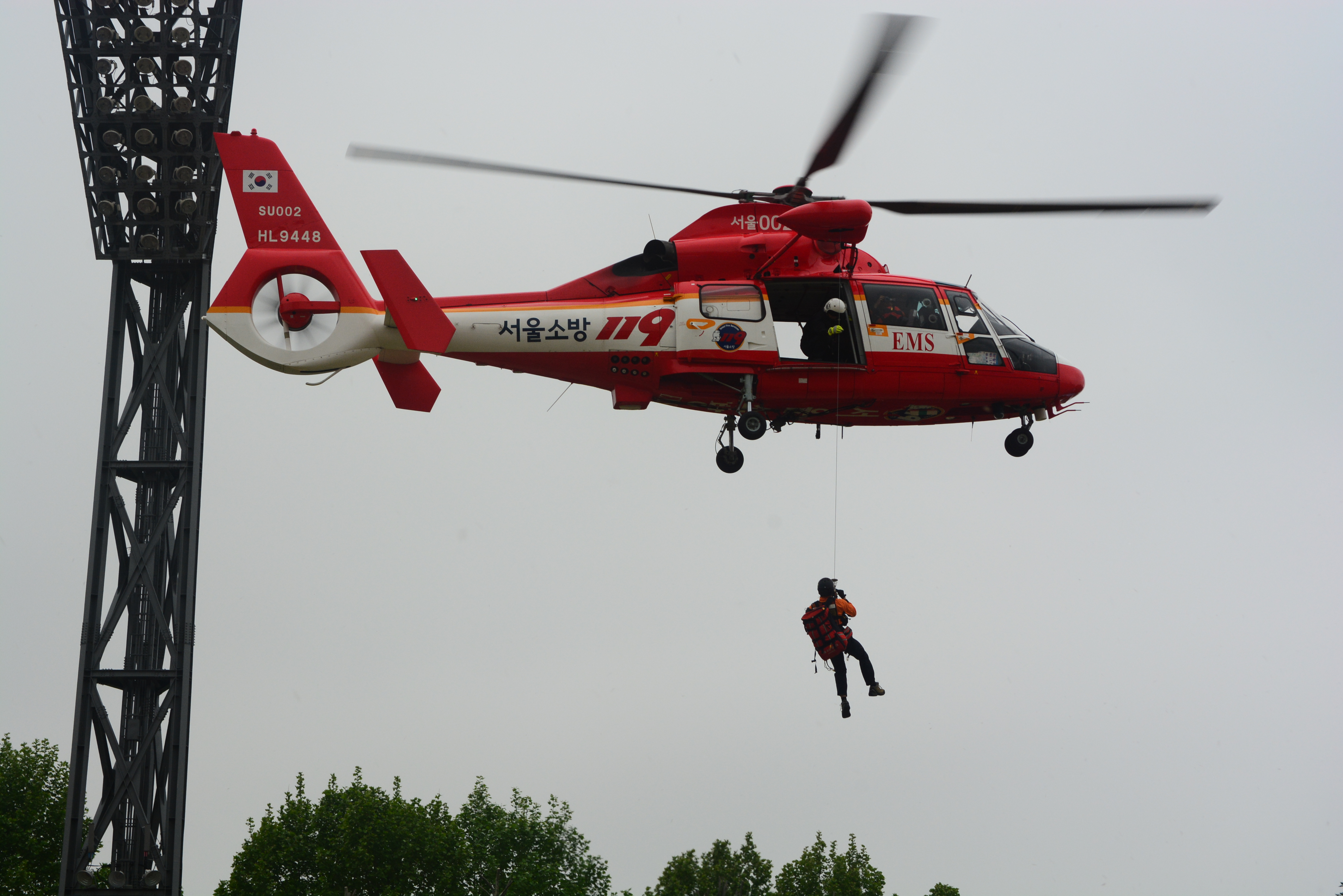
119특수구조단 소방헬기

자체 식별번호는 SU(Seoul)를 사용한다.

### 운용중
- AS365 2기 (HL9447, HL9448)[11]: 1997년, 1999년 배치
- Bell 206 1기 (HL9186)[11]: 1990년 배치

### 퇴역
- MD500 2기: 1979년[12], 1980년[13] 배치, 1996년[14], 2005년 폐기[13]

## 사건사고
- 1990년 9월 12일: MD500이 서울특별시 성내동의 수해현장에 불시착했다.[12]
- 1996년 8월 30일: MD500이 중랑천변에 불시착해 1명이 부상당했다.[14]
- 2010년 12월 2일: 수난구조용 소방정이 전복돼 2명이 순직하였다.[15] 당시 수난구조대는 서울광진소방서 소속이었다.

## 같이 보기
- 대한민국 소방청
- 대한민국의 소방
- 대한민국 소방공무원
- 소방관 계급